# Resolució 395 del Consell de Seguretat de les Nacions Unides
La Resolució 395 del Consell de Seguretat de les Nacions Unides, fou aprovada per unanimitat el 25 d'agost de 1976 després d'haver escoltat diversos punts dels Ministres d'Afers Exteriors de Grècia i Turquia pel que fa a una disputa territorial al mar Egeu, el Consell va observar la tensió en curs i va exhortar ambdós bàndols a la moderació i a començar en negociacions. També va informar els dos països que la Cort Internacional de Justícia estava prou qualificada per poder resoldre les disputes legals romanents.
Grècia havia acusat Turquia de dur a terme operacions sismològiques en la plataforma continental reclamada per Grècia. Mentrestant, Turquia havia protestat contra l'assetjament i la intimidació d'un vaixell oceanogràfic turc.